# 빼빼로 데이

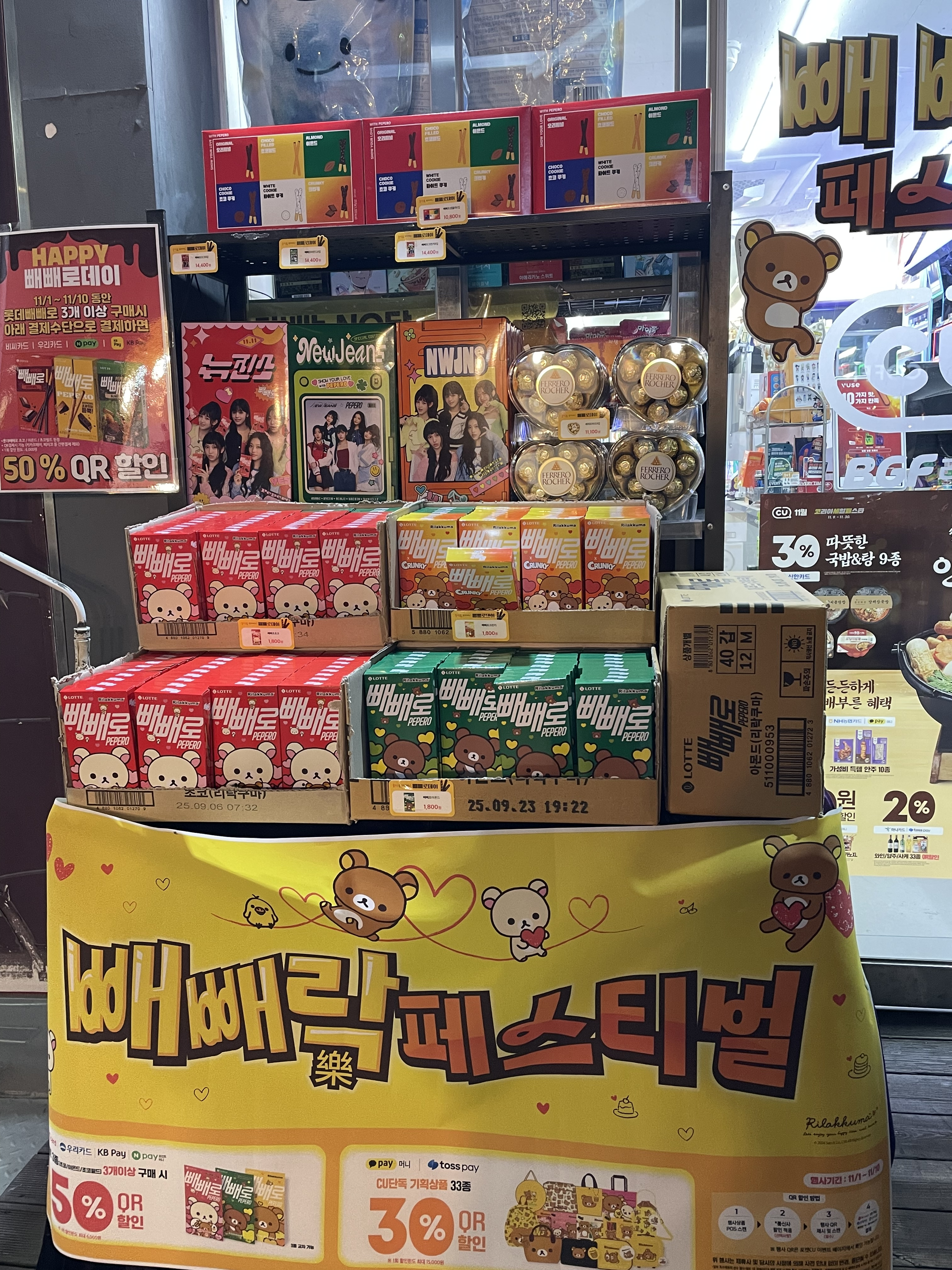
빼빼로 데이 행사

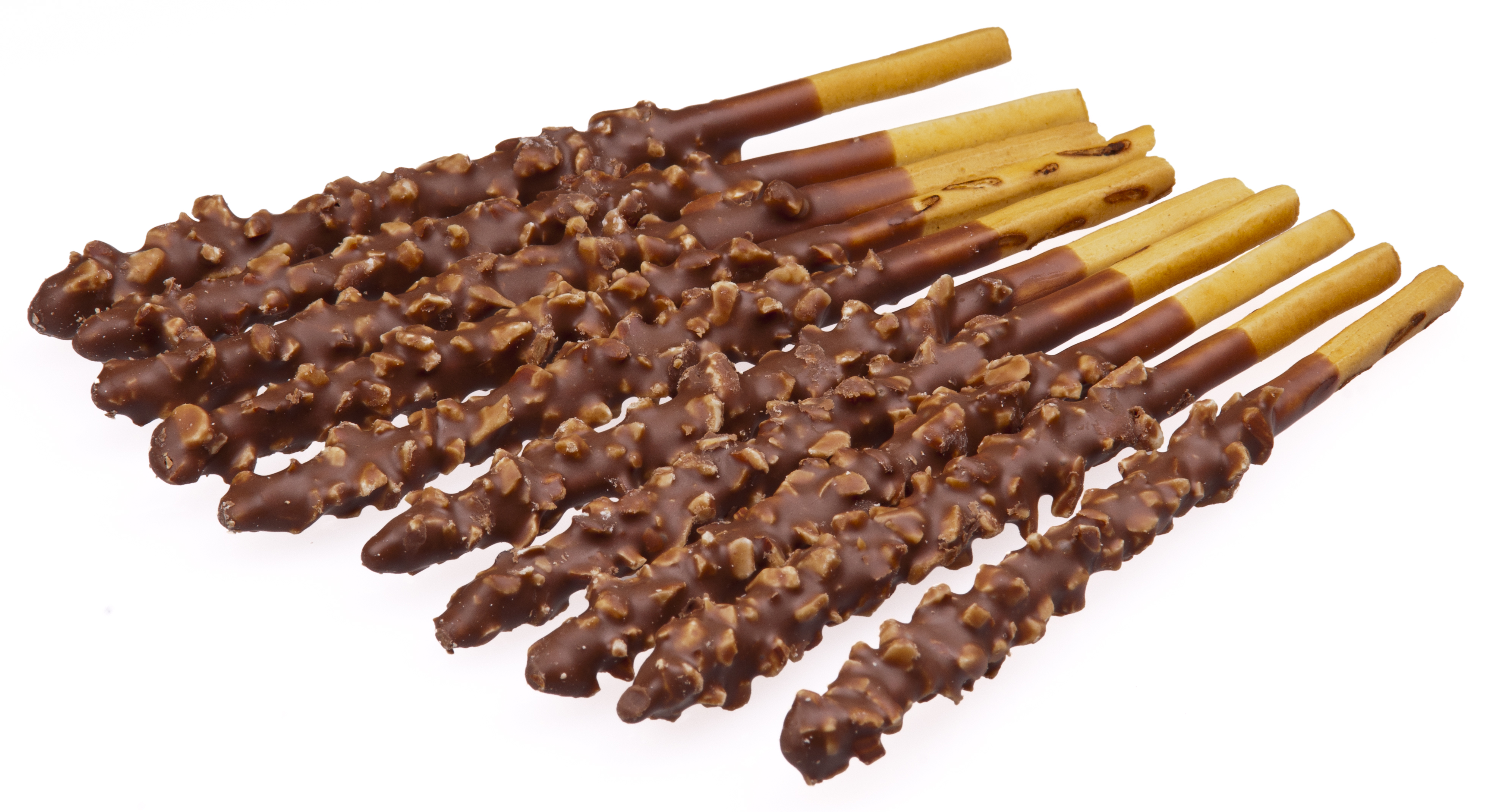
빼빼로

빼빼로 데이는 대한민국의 독특한 기념일로 11월 11일에 초콜릿 과자인 빼빼로를 주고받는 기념일이다. '11월 11일'에서 숫자 1이 네 개의 빼빼로를 세워 놓은 모양을 닮았다고 하여 만들어진 기념일이다. 현재 이 날은 젊은 층과 연인들 사이에서 빼빼로나 선물을 주고받는 날로 자리잡았으며, 대한민국 최대 규모의 데이 행사일이 되었다. 확실히 10대들 사이에서는 봄 방학 기간에 있는 발렌타인 데이나 1학기 초에 있는 화이트 데이보다 이미 학급 친구들과 친한 인간관계를 형성한 상태이면서 수능과 연말을 앞둔 빼빼로 데이를 더 중시하며 친구나 연인들과 빼빼로를 나눈다. 이때 주로 롯데웰푸드의 빼빼로와 글리코의 포키를 교환하고, 수제 빼빼로를 직접 만들어서 주는 경우도 많다.

## 역사
빼빼로 데이는 1994년 부산, 영남의 여고생들 사이에서 빼빼로처럼 날씬해지길 기원하며 서로 빼빼로를 교환한 것이 그 기원이라는 설이 가장 유력하다. 빼빼로 데이는 길쭉한 모양의 빼빼로처럼 사랑하는 사람과 오래도록 함께 하자는 의미를 담고 있다.
2011년 11월 11일에는 대구광역시의 초등학교 215곳 중 절반에 가까운 101곳이 휴업에 들어갔다.

## 수제 빼빼로

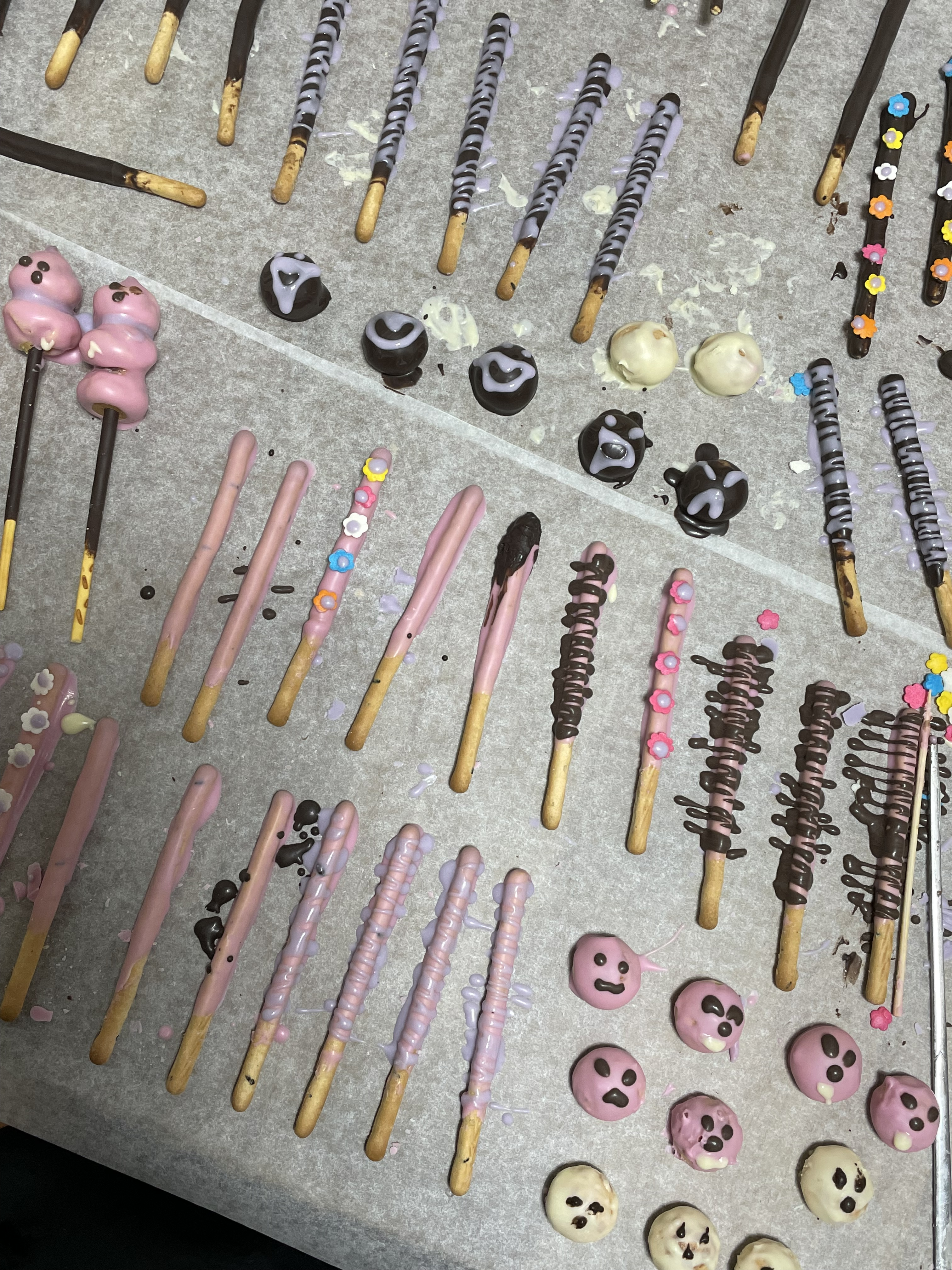
수제 빼빼로

수제 빼빼로를 만드는 방법은 다음과 같다.
1. 긴 막대 과자와 초콜릿을 준비한다. (이외의 데코는 기호에 맞게 준비한다.)
2. 초콜릿을 중탕한다. 이때 초콜릿에 물이 들어가지 않도록 조심해야 한다. (초콜릿과 물이 만나면 초콜릿이 굳게 된다.)
3. 막대과자에 초콜릿을 묻힌다.
4. 기호에 맞게 데코한다.
5. 굳힌다

## 밀레니엄 빼빼로 데이
밀레니엄 빼빼로 데이란 빼빼로의 제조사에서 1000년에 한 번 오는 빼빼로 데이라고 주장한 2011년 11월 11일이다. 그러나 '11년 11월 11일'은 100년에 한 번 오기 때문에 '밀레니엄 빼빼로 데이'는 잘못된 표현이다. 이에 대한 반론으로서 11년 11월 11일이기에 밀레니엄이라고 표현을 하였다고 주장하는 경우도 있으나 그 어떠한 경우에도 월과 일은 세 자리 수 이상으로 표현하지 않으므로 타당성이 부족하다.

## 비판과 반론
빼빼로 데이는 특정 회사의 상술로서 천민 자본주의의 모습을 하고 있다는 비난을 받고 있다. 또한, 이로 인해 기존의 농업인의 날이 소외되는 것은 땀흘려 일하는 농민에 대한 모독이라는 의견도 있다.
11월 11일은 농업인의 날이기 때문에 우리 쌀 소비 촉진과 농업 발전에 기여하기 위하여  이 날 빼빼로 대신 가래떡을 주고 받자는 말이 나오기도 한다.

## 같이 보기
- 빼빼로
- 포키
- 포키 & 프리츠의 날